# II. Fallschirmkorps
La II. Fallschirmkorps (2e Corps de parachutiste) a été l'un des principaux Corps de la Luftwaffe allemande durant la Seconde Guerre mondiale.
Ce Corps a été formé le 5 novembre 1943 à partir de la XIII. Fliegerkorps et de la Division Meindl pour être achevé le 1er février 1944. Ce corps est resté en réserve près de Paris, directement sous les ordres de l'Oberbefehlshaber West. 
Les premières unités de la Luftwaffe qui ont rejoint ce corps sont les 3. et 5. Fallschirmjäger-Division. Un an après sa création, il a été presque entièrement détruit dans la poche de Falaise au cours de la Bataille de Normandie. Le II. Fallschirmkorps a ensuite été ré-armé avec les soldats de Fallschirmjäger-Ersatz-Bataillon 2 et envoyé pour aider la 1. Fallschirm-Armee, sous le commandement de laquelle il a lutté jusqu'à la fin de guerre quand il se rendit aux Alliés après la reddition de l'Allemagne.

## Commandement

Drapeau du chef du Fallschirmkorps

| Début           | Fin         | Grade           | Nom          |
| --------------- | ----------- | --------------- | ------------ |
| 5 novembre 1943 | 25 mai 1945 | Generalleutnant | Eugen Meindl |

## Chef d'état-major
| Début           | Fin        | Grade  | Nom                      |
| --------------- | ---------- | ------ | ------------------------ |
| 26 février 1944 | 8 mai 1945 | Oberst | Ernst Blauensteiner (en) |

## Quartier Général
Le Quartier Général se déplace suivant l'avancement du front.
| Début          | Fin            | Ville                 |
| -------------- | -------------- | --------------------- |
| Juillet 1944   | Septembre 1944 | Région de Villebaudon |
| Septembre 1944 | Octobre 1944   | Keppeln               |
| Décembre 1944  | Mars 1945      | Région de Rheydt      |
| Mars 1944      | Mai 1945       | Bocholt               |

## Rattachement
| Février 1944 - Avril 1944 :       |  | Reserve, Oberbefehlshaber West                  | basé à Paris             |
| Mai 1944 - Août 1945 :            |  | Armeeoberkommando 7 / Heeresgruppe B            | basé en Normandie        |
| Septembre 1944 - Septembre 1944 : |  | ?                                               | ?                        |
| Octobre 1944 - Novembre 1944 :    |  | 1. Fallschirm-Armee / Heeresgruppe B            | basé aux Pays-Bas        |
| Décembre 1944 - Mars 1945 :       |  | 1. Fallschirm-Armee / Heeresgruppe H            | basé à Lower Reine       |
| Avril 1945 - Avril 1945 :         |  | 1. Fallschirm-Armee / Oberbefehlshaber Nordwest | basé à Ems près de Weser |

## Unités affectés au corps
- Fallschirm-Artillerie-Kommandeur 12, à partir de février 1945
- Korps-Nachrichten-Abteilung 2 der Luftwaffe
- Korps-Aufklärungs-Abteilung 2 der Luftwaffe
- Korps-Artillerie-Regiment 2 der Luftwaffe
- Sturmgeschütz-Abteilung 2 der Luftwaffe
- Fallschirm-Flak-Regiment 2
- Kommandeur der Nachschubeinheiten II. Fallschirm-Korps

## Unités subordonnées
Le corps gère plusieurs unités de la Luftwaffe, ainsi que certaines divisions de la Heer et de la Waffen-SS.

Le corps réglemente les unités suivantes au cours de la guerre :
- 17. SS-Division : 12 juin 1944 - 17 juillet 1944
- 352. Infanterie-Division : 12 juin 1944 - 31 août 1944
- 275. Infanterie-Division : 12 juin 1944 - 17 juillet 1944
- 3. Fallschirmjäger-Division : 12 juin 1944 - 13 octobre 1944
- 266. Infanterie-Division : 17 juillet 1944 - 31 août 1944
- 5. Fallschirmjäger-Division : 17 juillet 1944 - 31 août 1944
- 708. Infanterie-Division : 17 juillet 1944 - 31 août 1944
- 89. Infanterie-Division : 17 juillet 1944 - 31 août 1944
- 276. Infanterie-Division : 17 juillet 1944 - 31 août 1944
- 277. Infanterie-Division : 17 juillet 1944 - 31 août 1944
- 326. Infanterie-Division : 17 juillet 1944 - 31 août 1944
- 190. Infanterie-Division : 13 octobre 1944 - 31 décembre 1944 / 19 février 1945 - 1er mars 1945
- 84. Infanterie-Division : 13 octobre 1944 - 31 décembre 1944
- 406. Infanterie-Division : 13 octobre 1944 - 5 novembre 1944
- 606. Infanterie-Division : 31 décembre 1944 - 19 février 1945
- 8. Fallschirmjäger-Division : 19 février 1945 - 8 mai 1945
- 7. Fallschirmjäger-Division : 1er mars 1945 - 8 mai 1945
- 245. Infanterie-Division : 12 avril 1945 - 8 mai 1945

Les troupes de remplacement ont été fournies par le Fallschirm-Jäger-Ersatz-Bataillon 2. 